# Gianfranco Fini

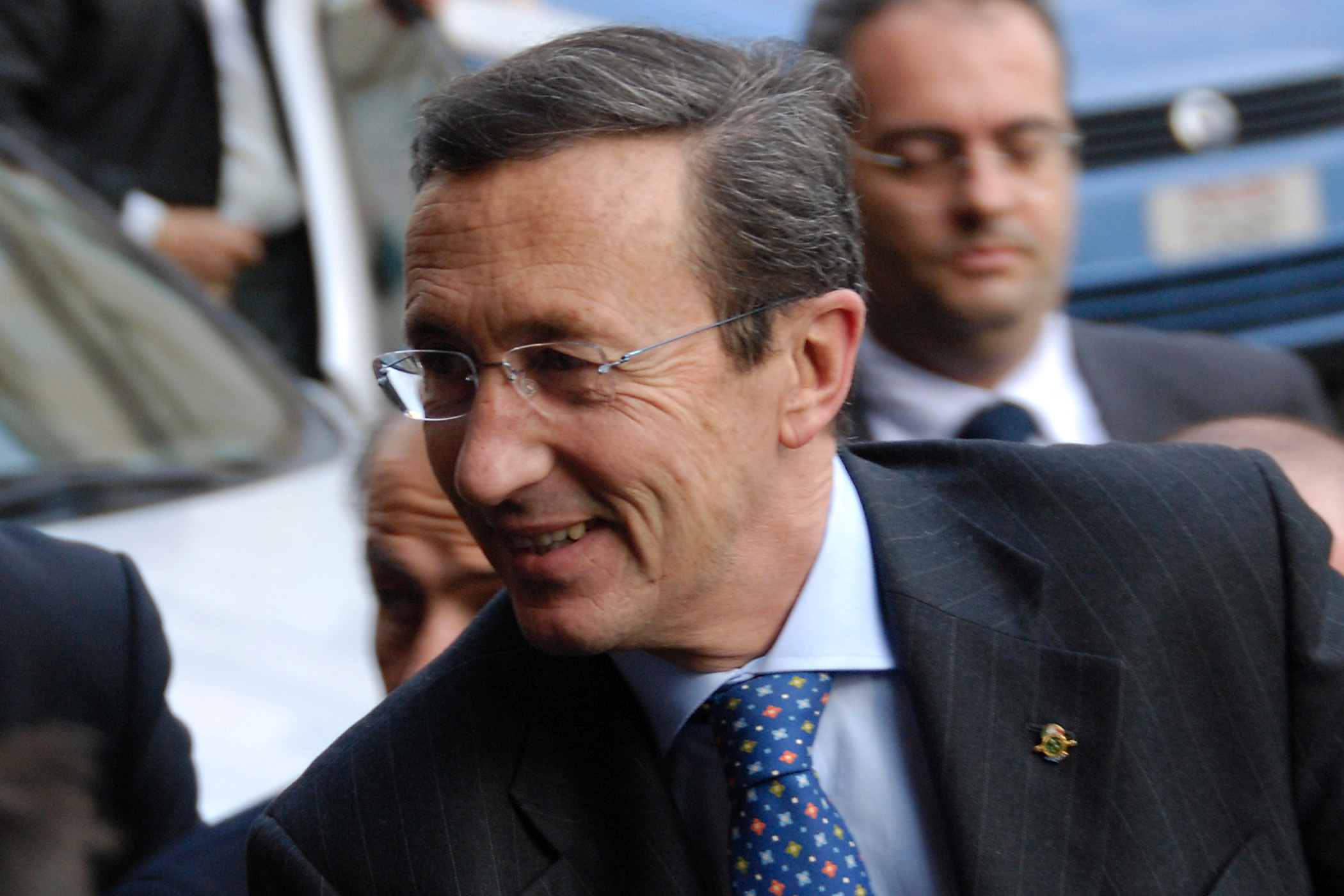
Gianfranco Fini

Gianfranco Fini (n. 3 ianuarie 1952, Bologna, Italia) este un om politic italian, lider al partidului "Alianța Națională" ("Alleanza Nazionale"), în prezent (din 2008) președinte al Camerei Deputaților din Italia și fost ministru de externe al acestei țări în perioada 2004–2006.
După terminarea gimnaziului și a institutului magistral din Bologna, se înscrie în 1971 la Universitatea "La Sapienza" din Roma. Deja din anul 1969 are contacte cu formația politică MSI-DN ("Movimento Sociale Italiano-Destra Nazionale"), cu orientare netă de dreapta. În 1973 devine responsabil al organizației de tineret din Roma, după care este cooptat în direcția națională a mișcării. Deși are dificultăți în frecventarea cu regularitate a cursurilor universitare, fiind adesea împiedicat de grupurile studențești de extremă stângă, Fini absolvă în 1975 facultatea de Pedagogie cu o teză de doctorat asupra formelor de participare a studenților la organizarea vieții universitare. Pentru o scurtă perioadă este profesor de literatură la o școală privată din Roma, fără a-și întrerupe activitatea politică, devenind "mâna dreaptă" a conducătorului partidului, Giorgio Almirante. În 1980 numele său este înscris în anuarul ziariștilor din Roma. Este ales pentru prima dată în 1983 deputat în parlamentul italian, pentru ca în 1991 să devină secretar al MSI. Fini se hotărăște să renunțe la vechia ideologie cu rezonanțe fasciste a partidului, fondează "Alianța Națională", al cărei președinte este ales la congresul de la Fiuggi în 1995. La alegerile parlamentare din 2001, Fini se prezintă în cadrul coaliției "Casa delle Libertà", alături de formația "Forza Italia" condusă de Silvio Berlusconi și de "Lega Nord" a lui Umberto Bossi. Obținându-se o majoritate largă de centru-dreapta, Fini devine Vice-Președinte al Consiliului de Miniștri, condus de Berlusconi. Cu declarația publică din 2003, în care condamnă "legile rasiale infame" din timpul fascismului și cu vizita efectuată în același an la Ierusalim, unde evocă memoria milioanelor de evrei uciși de regimurile nazifasciste, Fini se distanțează definitiv de trecutul istoric al partidului său. Gianfranco Fini și-a asumat rolul decisiv de a da "dreptei" italiene o imagine modernă și europeană. La 18 noiembrie 2004, Fini este numit Ministru al Afacerilor Externe în guvernul italian.